# Răutăciosul adolescent
Răutăciosul adolescent es una película de comedia rumana de 1969 dirigida por Gheorghe Vitanidis. Se inscribió en el 6.ª Festival Internacional de Cine de Moscú, donde Irina Petrescu ganó el premio a la Mejor Actriz. La película fue seleccionada como la entrada rumana a la Mejor Película en Lengua Extranjera en los 42.ª Premios de la Academia, pero no fue nominada.

## Reparto
- Ioana Bulcă
- Iurie Darie como Palaloga
- Virgil Ogăsanu como El Doctor
- Irina Petrescu como Ana
- Horea Popescu
- Zizi Șerban
- George Aurelian
- Ion Anghel